# Karsten Forsterling
Karsten Forsterling (født 21. januar 1980 i Newcastle) er en australsk tidligere roer og dobbelt olympisk medaljevinder.
Forsterling indledte sin seniorkarriere i otteren, men prøvede også kræfter med toer uden styrmand og dobbeltfirer. Det var sidstnævnte båd, han først vandt en mesterskabsmedalje, da han ved VM i 2010 var med til at vinde bronze. Året efter blev det til et verdensmesterskab.
Ved OL 2012 i London stillede han op i dobbeltfireren, og australierne var som regerende verdensmestre blandt favoritterne. Udover Forsterling bestod besætningen af Chris Morgan, James McRae og Daniel Noonan. Imidlertid blev båden blot nummer tre i indledende heat, men forbedrede placeringen i semifinalen til toer. I finalen var den tyske båd for stærk og vandt guld, mens der var større kamp om andenpladsen mellem Kroatien og Australien. Det endte med, at Kroatien fik sølv, et halvt sekund foran Australien på bronzepladsen.
Efter OL 2012 holdt Forsterling et par års pause fra international roning, men i 2015 var han tilbage i dobbeltfireren, hvis besætning udover ham var ny i forhold til OL 2012. Australierne vandt sølv ved VM dette år.
Ved OL 2016 i Rio de Janeiro bestod den australske dobbeltfirer af Alexander Belonogoff, Cameron Girdlestone, James McRae og Forsterling, og de vandt deres indledende heat, mens de i finalen måtte se sig besejret af den tyske båd. Sølvet blev dog vundet sikkert, da Estland på tredjepladsen var to et halvt sekund langsommere.
Forsterling indstillede derpå sin elitekarriere, men han blev efter en skade til en af de øvrige roere overtalt til at stille op til VM i 2019 i otteren, der blev nummer fire, hvilket sikrede Australien deltagelse ved OL 2020 i Tokyo. Han indstillede karrieren i januar 2020 i en alder af 40 år.

## OL-medaljer
- 2016:  Sølv i dobbeltfirer
- 2012:  Bronze i dobbeltfirer